# Аль-Куатли, Шукри
Шукри аль-Куатли (6 мая 1891, Дамаск, Османская империя — 30 июня 1967, Бейрут, Ливан) — сирийский политический деятель, президент Сирии (1943—1949, 1955—1958).

## Биография
Ещё в молодости аль-Куатли участвовал в сопротивлении проосманскому руководству Сирии. После свержения французами короля Фейсала I был приговорён к смерти, но бежал в Египет, а затем переехал в Женеву.
Вернувшись на родину в 1924 году, он участвовал в восстании 1925—1927 годов. В результате он был выслан из страны и вернулся только после амнистии 1932 года, став протеже одного из лидеров Национального блока — Хашима Бей Халида аль-Атасси — и постепенно выходя в число руководителей партии.
После отставки аль-Атасси с поста президента в 1939 году и в результате выборов, на которые были вынуждены пойти колониальные власти в 1943 году, аль-Куатли стал президентом Сирии. На этом посту он решил главную политическую задачу: добился в 1946 году вывода иностранных войск с территории страны. После внесения изменений в Конституцию, исключавших ограничение занятия поста главы государства одним сроком, в 1948 году был переизбран на пост президента.
После поражения в войне с Израилем в 1948 году, усилившего недовольство правлением аль-Куатли, он был свергнут в результате военного переворота 1949 года. Он был ненадолго арестован, а затем вынужден эмигрировать в Египет. После падения военного режима в 1955 году аль-Куатли становится во главе Национальной партии (преемницы Национального блока). В том же году он избирается президентом Сирии. Являлся одним из активных сторонников создания Объединённой Арабской Республики, однако в 1959 году поссорился с президентом Насером и был отправлен в ссылку, что ознаменовало конец его политической карьеры.